# Warhammer-Fantasy-Rollenspiel
Das Warhammer-Fantasy-Rollenspiel (abgekürzt WHFRS, WFRP, WFRPG oder WFRSP) ist ein Pen-&-Paper-Rollenspiel, das in der fiktiven Warhammer-Fantasy-Welt spielt. Die Welt erinnert an das Europa des Spätmittelalters, in der Magie real ist und Fabelwesen wie Elfen, Orks, Zwergen leben. Das Spiel ermöglicht grimme und gefährliche Abenteuer in der Alten Welt.

## Regelsystem
Das Regelsystem hat Ähnlichkeiten zum gleichnamigen Strategiespiel, um eine Kombination zu erleichtern (z. B. Kämpfe mit Miniaturen nachzustellen). Der Spieler wählt zwischen Mensch, Elf, Zwerg oder Halbling aus. Es gibt keine Charakterklassen oder Stufen im klassischen Sinne. Stattdessen werden sogenannte „Karrieren“ benutzt, die für die Fähigkeiten des Charakters ein Gerüst bieten und nach dem im weiteren Verlauf gesteigert werden kann. Hat man alle Vorgaben einer Karriere erfüllt, kann man sich einer neuen zuwenden, um sich weiter zu verbessern. Erfahrung und relative Macht eines Charakters lassen sich am einfachsten an der Zahl der absolvierten Karrieren ablesen. Die Merkmale eines Charakters bestehen aus sog. „Charakteristiken“ und „Fertigkeiten“. Zusätzlich gibt es „Talente“, die im Allgemeinen Boni auf vorhandene Fertigkeiten geben oder Vorteile des Charakters beschreiben (z. B. Nachtsicht oder Immunität gegen Furcht). Das Kampfsystem ist einfach, gewinnt aber durch eine Vielzahl möglicher Aktionen an Komplexität. Viele Aspekte sind optional genug, um jeder Gruppe zu erlauben, es an die eigenen Vorlieben anzupassen. Magie ist selten und Fluch und Segen zugleich. Es dauert lange, bis ein Charakter in diesem Bereich an Macht gewinnt.

## Spielwelt

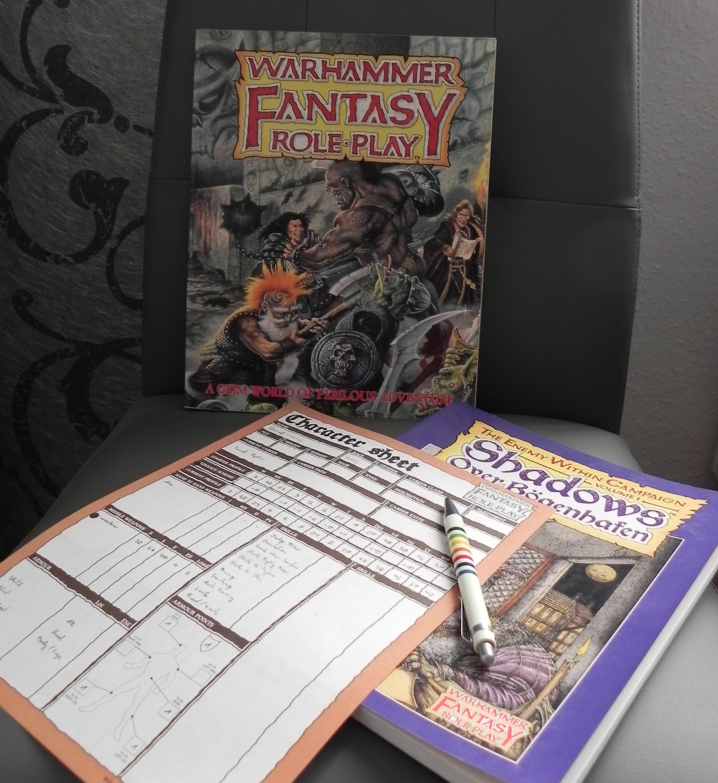
Materialien des Pen-&-Paper-Rollenspiels „Warhammer“, 1 Edition.

Das Rollenspiel entstand in Anlehnung an das 1983 erschienene Tabletop Spiel Warhammer Fantasy Battle und setzte sich durch die düstere Spielwelt und das schnelle und tödliche Kampfsystem von vielen anderen Systemen ab. Eine weitere Besonderheit liegt in der Namensgebung von Städten und Personen, da die englischsprachigen Autoren bevorzugt deutsche Namen verwenden, wie beispielsweise Imperator Karl-Franz I, die Stadt Bögenhafen oder den Dämon Zahnarzt. Details zur Spielwelt können unter Warhammer Fantasy nachgelesen werden.

### Kampagne Enemy Within
Besondere Aufmerksamkeit erhält die Kampagne The Enemy Within. Sie wurde von Jim Bambra, Graeme Davis und Phil Gallagher geschrieben und erschien erstmals von 1986 bis 1989. Die Kampagne erzählt eine zusammenhängende Geschichte, in der die Intrigen von Dämonen, Kulten und Adligen im Mittelpunkt stehen. 1995 bis 1999 erschien eine überarbeitete Fassung. Von 1997 bis 1999 erschien eine deutsche Fassung für die 1. Edition durch den Verlag Schwarzes Einhorn. 
Für die 3. Edition wurde die Kampagne erneut veröffentlicht. Diese Überarbeitung behandelte zwar die gleichen Themen, enthielt aber völlig neue Abenteuer.
Graeme Davis bearbeitete dann die 4. Edition. Dabei wurde die Spielmechanik überarbeitet, die Atmosphäre und Abenteuer der ersten Fassung aber beibehalten. Von Anfang 2023 bis Anfang 2025 veröffentlichte der Verlag Ulisses Spiele die Kampagne im Rahmen der 4. Edition in vier Bänden auf Deutsch.

## Editionen des Spiels

### 1. Edition
1986 wurde die erste Edition von WHFRS veröffentlicht. Die Publikationsrechte wurden an Flame Publications und anschließend Hogshead Publishing verkauft. 1997 brachte der Verlag Schwarzes Einhorn aus Münster eine deutsche Übersetzung der ersten Edition auf den Markt. Dabei wurde das Grundregelwerk und der Ergänzungsband Aus den Archiven des Imperators herausgegeben. Außerdem wurde die Kampagne Der innere Feind mit den Bänden Unter falschen Namen / Schatten über Bögenhafen, Tod auf dem Reik und Die Graue Eminenz veröffentlicht. Der Verlag stellte 2000 seine Tätigkeit ein.

### 2. Edition

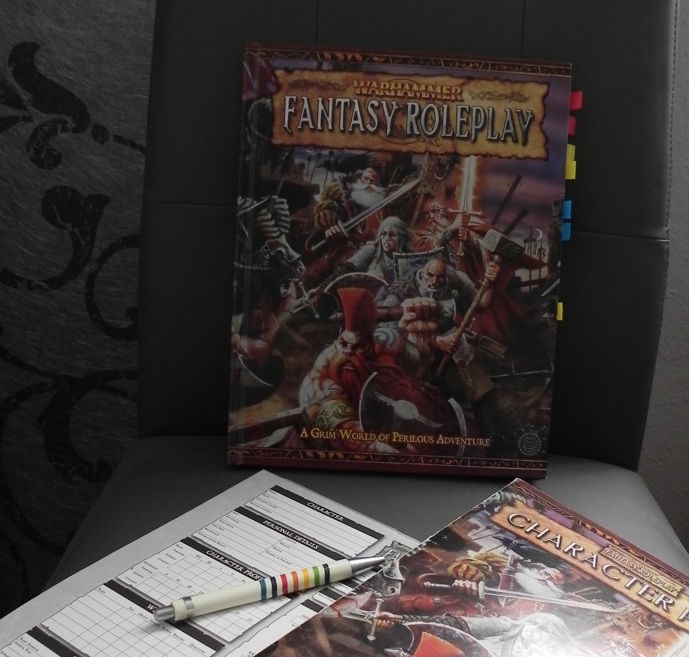
Verschiedene Spielmaterialien der 2. Edition

Ende 2002 gingen die Rechte wieder an Games Workshop. 2005 wurde die zweite Edition veröffentlicht. Unter der Federführung von Green Ronin erfuhr das Regelwerk eine grundlegende Überarbeitung. Das Spiel blieb trotz umfangreicher Änderungen dem bisherigen Spielprinzip treu. Die Hintergrundwelt wurde an die aktuelle Warhammerstoryline angepasst. Sie setzt zeitlich nach dem „Sturm des Chaos“ an. Das Herzstück des Systems, die Charakterkarrieren wurde überarbeitet und erweitert. Vertrieben wurde die 2. Edition von Black Industries, ein für den Vertrieb von Warhammer-Fantasy-Rollenspiel von Games Workshop gegründeter Rollenspielverlag. 2006 wurde die zweite Edition vom Verlag Feder und Schwert in Deutsch übersetzt. 2008 wurde die Produktion bei Black Industries eingestellt.
Übersicht der Regel-Änderungen:
- Reduzierung der Attribute und Umstellung auf ein generelles W100-System (auch für Stärke und Widerstandskraft).
- Alle Attribute werden nur noch in 5 % Schritten gesteigert.
- Für alle Waffengattungen Einführung des W10 als Schadenswürfel.
- Änderung des Talentsystems, bzw. Einführung von zusätzlichen Fertigkeiten.
- Überarbeitetes Kampfsystem
- Grundlegende Überarbeitung des Magiesystems. Sprüche werden nicht länger mit Magiepunkten bezahlt, sondern erhalten einen Schwierigkeitsgrad der mit dem neuen Attribut Magie unter Berücksichtigung von verschiedenen Talenten, Fertigkeiten und Umständen erwürfelt werden muss. Ein interessanter Aspekt ist hier die Einführung von Tzeentchs Fluch, bzw. dem Zorn Gottes, der zum Tragen kommt, sobald ein Spieler beim Zaubertest einen Pasch würfelt. Die Unterteilung der Magie in die verschiedenen Lehren, wie auch schon aus dem Tabletop, sowie die Einführung von Ritualen ergänzen das Ganze noch.

### 3. Edition
Von 2009 bis 2014 wurde die dritte Edition von Fantasy Flight Games herausgegeben. Bei dieser Edition wurde das Spielprinzip grundlegend verändert. Im Gegensatz zu den üblichen Würfeln (W6 bzw. W10 / W100) benutzte das neue System Würfel mit Symbolen, vom Verlag als „Narrative Dice System“ betitelt. Dieses System fand in einer Überarbeitung weitere Verwendung beim Star Wars Rollenspiel, ebenfalls verlegt von Fantasy Flight Games. Außerdem wurden neben den Regelbüchern verschiedene Karten für die Information der Spieler (Charakterwerte, Fertigkeiten usw.) eingeführt.
Im Oktober 2011 ist die dritte Edition beim Heidelberger Spieleverlag erschienen. Anders als in der englischen Fassung wird es nicht als Box vermarktet, sondern als Bücher und sog. „Arsenale“, die Materialien wie Tabellen, Karrierebögen, Talentkarten, Aktionskarten sowie Marker und Aufsteller enthalten.
2016 kündigte Fantasy Flight Games an, die Zusammenarbeit mit Games Workshop zu beenden, was unter anderem die Veröffentlichung des Warhammer-Fantasy-Rollenspiels beinhaltet.

### 4. Edition
2017 kündigte der englische Verlag Cubicle 7 an, eine vierte Edition des Rollenspiels zu veröffentlichen. Die neue Edition soll sich regeltechnisch an der ersten und zweiten orientieren. Anders als bei den vorherigen Editionswechseln spielt diese Version nicht in einem späteren Spiel-Zeitraum, sondern ungefähr zur Zeit wie in der ersten Edition. Das ist das Spieljahr 2510 des Imperialen Kalenders. 2018 erschien das englische PDF des Grundregelwerks.
Der Verlag Ulisses Spiele hat das deutsche Grundregelwerk 2019 herausgegeben. Alle bisher erschienenen deutschsprachigen Bücher sind ebenfalls als PDF erhältlich.